# Chelodina novaeguineae
Chelodina novaeguineae är en sköldpaddsart som beskrevs av  George Albert Boulenger 1888. Chelodina novaeguineae ingår i släktet Chelodina och familjen ormhalssköldpaddor. IUCN kategoriserar arten globalt som livskraftig. Inga underarter finns listade i Catalogue of Life.
Sköldpaddan förekommer på Nya Guinea och i norra Australien på Kap Yorkhalvön såväl som i angränsande regioner. Den registrerades även på den indonesiska ön Pulau Roti.
Artepitetet i det vetenskapliga namnet syftar på utbredningen i Nya Guinea.